# Aphidura mordvilkoi
Aphidura mordvilkoi är en insektsart. Aphidura mordvilkoi ingår i släktet Aphidura och familjen långrörsbladlöss. Inga underarter finns listade i Catalogue of Life.